# Hiawatha chasse le lapin
Pour les articles homonymes, voir Hiawatha.
Pour plus de détails, voir Fiche technique et Distribution.
Hiawatha chasse le lapin (Hiawatha's Rabbit Hunt) est un cartoon de la série des Merrie Melodies réalisé en 1941 par Friz Freleng mettant en scène Hiawatha le petit indien et Bugs Bunny.

## Résumé
Un narrateur raconte l'histoire du petit indien Hiawatha, puis le narrateur se révèle être Bugs Bunny qui est en train de lire le livre. Il apprend que le petit indien guerrier a l'intention de le cuisiner. Hiawatha suit les traces du lapin et découvre Bugs en train de se laver dans la marmite. Il aide Hiawatha à apporter des bûches afin de réchauffer l'eau, lorsque le petit indien lui annonce qu'il est le plat ; Bugs s'échappe grâce à des terriers, non sans avoir embrassé l'indien sur la joue. Ce dernier cherche à attacher le lapin à un poteau de torture, mais c'est lui qui s'y retrouve lié. Bugs l'embrasse encore et danse à sa manière « indienne » autour du poteau, avant de s'en aller. Un peu plus tard, Bugs, déguisé en sachem, aiguille Hiawatha sur une mauvaise piste. Il se réjouit devant le public d'avoir feinté l'indien, mais celui-ci revient et menace Bugs de son arc et ses flèches. Bugs s'écarte de lui en faisant un petit bond. L'indien l'imite pour s'en rapprocher. Bugs recommence, toujours suivi par son adversaire. Alors Bugs fait une série de bonds jusqu'au bord d'un précipice du Colorado. Mais alors que lui a visé un point stable, l'indien chute au fond de la vallée. Bugs conclut l'histoire en se moquant de l'indien qui s'éloigne au soleil couchant dans son canoë. Hiawatha se venge en revenant soudainement embrasser Bugs avant de repartir.

## Une parodie
Le cartoon parodie le dessin animé Le Petit Indien (Little Hiawatha) des Silly Symphonies de Walt Disney. Le personnage du petit guerrier indien dans ce cartoon est en fait une parodie satirique de l'animateur vedette des studios d'animation Disney, Ward Kimball.

## Fiche technique
- Réalisation : Friz Freleng
- Scénario : Michael Maltese
- Producteur : Leon Schlesinger
- Distribution : 
  - 1941 : Warner Bros. Pictures
  - 2006 : Warner Home Video (DVD)
- Format : 1,37 :1 Technicolor
- Musique : Carl W. Stalling   (non crédité)
- Montage : Treg Brown   (non crédité)
- Durée : 8 minutes
- Pays :  États-Unis
- Langue : Anglais
- Date de sortie : 
  - États-Unis : 7 juin 1941

## Animateurs
- Gil Turner
- Gerry Chiniquy (non crédité)
- Manuel Perez (non crédité)
- Cal Dalton (non crédité)
- Richard Bickenbach (non crédité)

## Musique
- Carl W. Stalling, directeur de la musique
- Milt Franklyn, chef d'orchestre (non crédité)

## Nomination
Hiawatha chasse le lapin  est nommé en 1942 à l'Oscar du meilleur court-métrage d'animation (Academy Award for Best Animated Short Film / Best Short Subject, Cartoons).